# Ваямонти
Ваямонти (порт. Vaiamonte)  —  район (фрегезия) в Португалии,  входит в округ Порталегри. Является составной частью муниципалитета  Монфорти. По старому административному делению входил в провинцию Алту-Алентежу. Входит в экономико-статистический  субрегион Алту-Алентежу, который входит в Алентежу. Население составляет 671 человек на 2001 год. Занимает площадь 83,00 км².